# 凯莉·克赖斯特
凯莉·克赖斯特（英語：Kali Christ，1991年11月9日—），加拿大女子速度滑冰运动员，2019年世界单程距离速度滑冰锦标赛女子团体竞速赛银牌得主，2022年四大洲速度滑冰锦标赛女子1500米金牌得主、女子团体追逐赛银牌得主、女子1000米和女子团体竞速赛铜牌得主。